# Krzepczów Nowy
Krzepczów Nowy – wieś w Polsce, położona w województwie łódzkim, w powiecie piotrkowskim, w gminie Grabica. 
19 X 1933 utworzono gromadę Krzepczów Nowy w granicach gmina Grabica.
Do 2024 r. miejscowość była częścią wsi Krzepczów. W latach 1975–1998 miejscowość administracyjnie należała do województwa piotrkowskiego.